# NGC 7049
NGC 7049 је лентикуларна галаксија у сазвежђу Индијанац која се налази на NGC листи објеката дубоког неба.
Деклинација објекта је - 48° 33' 41" а ректасцензија 21h 19m 0,2s. Привидна величина (магнитуда) објекта NGC 7049 износи 10,6 а фотографска магнитуда 11,6. Налази се на удаљености од 28,750 милиона парсека од Сунца. NGC 7049 је још познат и под ознакама ESO 236-1, AM 2115-484, IRAS 21156-4846, PGC 66549.